# Berta Bobath
Berta Bobath (geborene Busse; * 5. Dezember 1907 in Berlin-Charlottenburg; † 20. Januar 1991 in London) war eine deutsche Physiotherapeutin. Sie entwickelte gemeinsam mit ihrem Mann Karel Bobath (1906–1991) das multidisziplinäre rehabilitative Bobath-Konzept zur Behandlung und Pflege von Patienten mit Erkrankungen des zentralen Nervensystems.
Berta Ottilie Bobath verlebte in Berlin ihre Jugend. Sie schloss 1926 an der Anna-Hermann-Schule eine Ausbildung zur Gymnastiklehrerin ab und nahm dort anschließend eine Stelle als Pädagogin an. Die Machtübernahme Adolf Hitlers und die Verfolgung von Juden durch das nationalsozialistische Regime führten 1938 wegen ihrer jüdischen Abstammung zur Emigration von Berta Bobath nach England.
In England ließ sich Berta Bobath zur Physiotherapeutin ausbilden. Sie traf dort ihren Jugendfreund, den jüdischen Kinderarzt Karel Bobath wieder, der über Prag und Brünn nach England geflohen war. Von 1939 bis 1944 leitete Bobath die Physiotherapie-Abteilung am Princess Louise Kensington Hospital for Children in London.
Karel und Berta Bobath heirateten im April 1941 und begannen mit der Zusammenarbeit auf dem Gebiet neurologischer Störungen. Berta Bobath erkannte, dass sich Spastiken durch bestimmte Bewegungen und Haltungen beeinflussen ließen und entwickelte gemeinsam mit ihrem Mann das Bobath-Konzept. Von 1944 bis 1949 arbeitete sie in einer von ihr gegründeten Abteilung für Spastiker am Princess Louise Kensington Hospital for Children, wo die Therapie mithilfe selbst entwickelter Behandlungsideen erfolgte. 1949 wechselte sie in die neu eröffnete Spastikerabteilung am Royal Northern Hospital in London. 1950 erhielt Berta Bobath ihr Diplom als Krankengymnastin durch die Chartered Society of Physiotherapy, London (M.C.S.P).
1950 erschien ihre erste gemeinsame Veröffentlichung: Spastic Paralysis-Treatment by Use of Reflex Inhibition. 1951 gründeten sie in London das Western Cerebral Palsy Centre (The Bobath-Centre), ein privates Zentrum zur Behandlung von Patienten mit zerebralen Bewegungsstörungen, wo sie Krankengymnasten, Logopäden und Beschäftigungstherapeuten für die Arbeit mit dem Bobath-Konzept ausbildeten. Zu ihren Schülerinnen gehörte unter anderem Rosemarie Reichwein aus Berlin.
1954 wurde Berta Bobath nach Vorlage einer Arbeit über Reflexaktivität bei Patienten mit einer Schädigung des Zentralnervensystems Fellow der Chartered Soc. of Physiotherapy.
Berta Bobath wurden eine Reihe von Ehrungen zuteil, darunter die Ehrenmitgliedschaft des Südafrikanischen Verbandes für Ergotherapeuten (1966), das Bundesverdienstkreuz 1. Klasse der Bundesrepublik Deutschland (1976), Member of the Order of the British Empire (MBE) (1978) und die Ehrendoktorwürde der Boston University (1981).
Berta und Karel Bobath begingen am 20. Januar 1991 in London zusammen Suizid.